# برنديسية جرداء
برنديسية جرداء (الاسم العلمي: Brandisia glabrescens) هي نوع من النباتات تتبع جنس البرنديسية من فصيلة البولفينية.